# 每日见闻报
《每日见闻报》（英語：Daily Sketch）是一家英国的全国性小报报纸，在1909年由爱德华·赫尔顿在曼彻斯特创刊。历史上，不论报纸怎样几度易手，《每日见闻报》政治上倾向于保守。某种程度上来说，当今的《每日邮报》有许多民粹主义的内容都是从《每日见闻报》这里传承下来的。

## 歷史
1920年，哈羅德‧哈姆斯沃斯（第一代羅瑟米爾子爵）的《每日鏡報》收購了《每日見聞報》。1925 年，哈姆斯沃思將其賣給了威廉·貝裡和戈默·貝裡（後來成為卡姆羅斯子爵和肯斯利子爵）。1926年，它收購了《每日圖畫報》。
該報自1928年起由貝裡聯合報業集團的一家子公司所有（1937年卡姆羅斯退出集團，轉而專心經營《每日電訊報》後，該報更名為凱姆斯利報業集團）。1946年，即接管《每日圖畫報》20年後，後者恢復使用這個名字，而《每日草圖》這個名字一度消失。1952年，凱姆斯利決定將該報賣給《每日郵報》的所有者聯合報業集團，後者隨即在1953年恢復使用《每日草圖》這個名字。
1954年，報紙刊登了一幅臭名昭著的漫畫《家庭肖像？》，諷刺英國黑人民權領袖比利·斯特拉坎的反殖民主義和反帝國主義信仰。漫畫中他長著惡魔角，代表加勒比海勞工大會。他還與休利特·約翰遜和保羅·羅伯遜合影，他們都站在當時剛去世的蘇聯獨裁者約瑟夫·史大林的肖像下方。
該報在20世紀50年代和1960年代苦苦掙扎，從未成功地與《每日鏡報》競爭，並於1971年5月11日星期二關閉並與剛剛轉為小報格式的《每日郵報》合併。

## 編輯
- 1909年：吉米·赫德爾（Jimmy Heddle）
- 1914年：威廉‧薩格登‧羅賓遜（William Sugden Robinson）
- 1919年：H·萊恩（H. Lane）
- 1922年：H·蓋茨（H. Gates）
- 1923年：H·萊恩（H. Lane）
- 1926年：艾弗‧霍斯特德（英语：Ivor Halstead）
- 1928年：A·柯索伊斯（A. Curthoys）
- 1936年：A·辛克萊（A. Sinclair）
- 1939年：西德尼卡羅爾（Sydney Carroll）
- 1942年：萊昂內爾·貝裡（英语：Lionel Berry, 2nd Viscount Kemsley）
- 1943年：A. 羅蘭桑頓和 M. 瓦茨（A. Roland Thornton and M. Watts）
- 1944年：A. 羅蘭桑頓（A. Roland Thornton）
- 1947年：N·漢密爾頓（N. Hamilton）
- 1948年：亨利·克拉普（Henry Clapp）
- 1953年：赫伯特·岡恩（英语：Bert Gunn）
- 1959年：科林·瓦爾達爾（英语：Colin Valdar）
- 1962年：霍華德‧弗倫奇（英语：Howard French (British journalist)）
- 1969年：大衛‧英格利希（英语：David English (editor)）
- 1971年：路易斯·柯比（英语：Louis Kirby）（代理）